# So na Caçana
|  | Per a altres significats, vegeu «Torre de So na Caçana». |

So na Caçana és un conjunt talaiòtic situat a la vora de la carretera local que va des d'Alaior a Cala en Porter, a Menorca. Està situat a uns 6 km d'Alaior, poc després del poblat talaiòtic de Torralba d'en Salort. Rep el nom del lloc de So na Caçana, la finca agrícola més propera i a la qual pertanyien els terrenys de jaciment. Un equip d'arqueòlegs vinculats al Museu de Menorca hi van realitzar excavacions arqueològiques entre els anys 1982 i 1987.

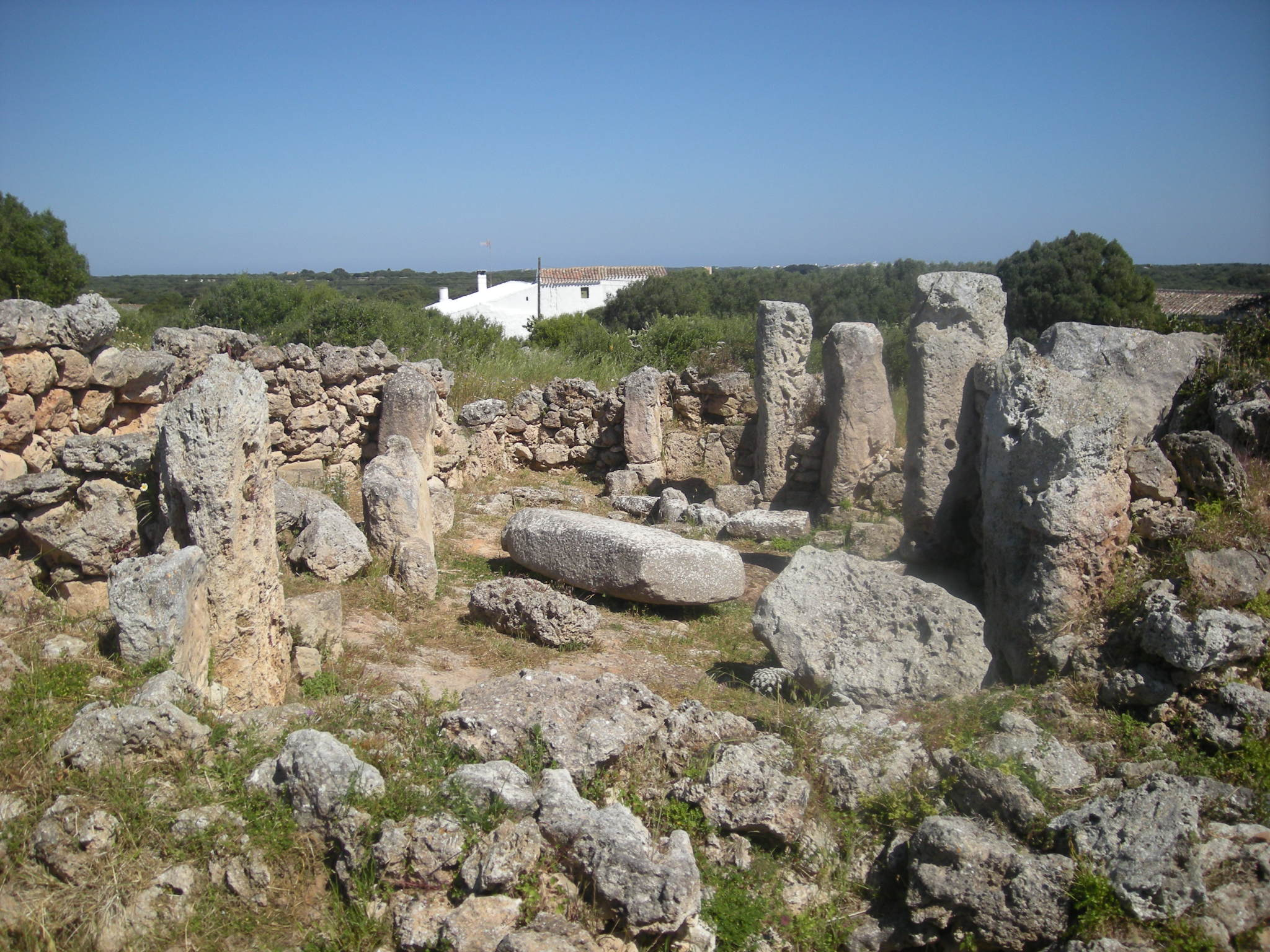
Estructura domèstica

S'hi poden observar restes d'uns deu edificis prehistòrics, entre els quals destaquen dues construccions interpretades com a santuaris, que recorden a un recinte de taula, una mena de talaiot quadrat amb façana còncava i absis i algunes possibles cases talaiòtiques, a més d'un hipogeu.
Sembla que l'hipogeu, que es troba sota un dels edificis, es va excavar cap al 1500 aC, en època pretalaiòtica. El santuari va perdre la seva funció religiosa pels volts del 200 aC, tot i que posteriorment el lloc seria reutilitzat com a lloc d'hàbitat fins al segle iv. Les datacions radiocarbòniques que s'han portat a terme, sobre mostres de carbó provinents dels edificis excavats, han donat datacions que se situen en el segle ix aC.
Lluís Plantalamor, que dirigí les excavacions arqueològiques en aquest jaciment durant els anys vuitanta del segle xx, va proposar que aquest assentament podria constituir un centre religiós, vinculat als centres de població d'aquesta part de l'illa
És un dels 32 jaciments prehistòrics menorquins que es presenten a la candidatura de la Menorca Talaiòtica com a patrimoni de la humanitat a la UNESCO.